# Махремов, Джумакулы
Джумакулы Махремов (1913—1978) — председатель колхоза «Коммунизм» Керкинского района, Герой Социалистического Труда (1957). Депутат Верховного Совета СССР 7-8-го созывов. Герой Социалистического Труда (1957). Награждён орденами Октябрьской революции, Трудового Красного Знамени, «Знак Почёта», 5 медалями СССР, медалями ВСХВ и ВДНХ, в том числе золотой, большой серебряной, бронзовой.

## Биография
Родился 9 (22) января 1913 года. Получил неполное среднее образование.
До 1930 г. работал в хозяйстве родителей. С 1930 г. колхозник, председатель колхоза, слушатель Высшей сельскохозяйственной школы, с 1936 председатель колхоза им. НКВД Халачского района. С 1950 г. председатель укрупнённого колхоза «Коммунизм» Керкинского района.
В 1956 году в колхозе получена урожайность тонковолокнистого хлопка 21,6 ц/га на площади 1653 га, валовой сбор — 3540 тонн. Также сдано государству 50 тонн коконов тутового шелкопряда. В последующие годы производственные показатели стали ещё выше.
Умер в 1978 году.